# Patryk Małecki
Patryk Adrian Małecki (Suwałki, 1º agosto 1988) è un calciatore polacco, attaccante dell'Avia Świdnik.

## Palmarès

### Club

#### Competizioni nazionali
- Campionato polacco: 3

Wisła Cracovia: 2007-2008, 2008-2009, 2010-2011
- Coppa di Slovacchia: 1

Spartak Trnava: 2018-2019